# Cmentarz żydowski w Kutnie
Cmentarz żydowski w Kutnie – kirkut społeczności żydowskiej, zamieszkującej Kutno, przez miejscowych zwany "Kiercholem".
Nieznany jest czas powstania i lokalizacja pierwszego cmentarza w Kutnie. Musiał on istnieć w chwili utworzenia pierwszej gminy żydowskiej w mieście. Następny cmentarz został założony w 1793. Powierzchnia tego cmentarza wynosiła 2,8 ha. Ostatni pochówek odbył się na nim w 1942 roku. Zachowały się resztki dawnego ogrodzenia i fragmenty zniszczonych nagrobków. Został zdewastowany podczas II wojny światowej - macewy wyrwano i wykorzystano do prac budowlanych na terenie miasta (np. trotuary na obecnym Placu Wolności). Na cmentarzu miał powstać Pomnik Zwycięstwa III Rzeszy, jednak planów tych nie zrealizowano (zachował się jedynie rysunek przedstawiający wizualizację pomnika).
Staraniem Komitetu Żydowskiego w maju 1946 roku pobrano w Chełmnie nad Nerem symboliczne prochy Żydów kutnowskich, zamordowanych tam podczas okupacji. Trumnę z prochami pochowano na cmentarzu żydowskim w Kutnie. Na miejscu postawiono pomnik w kształcie macewy z Gwiazdą Dawida i napisem w językach hebrajskim i polskim: "Wieczna pamięć zamordowanym Żydom przez zbirów hitlerowskich, co spoczywają w bratniej mogile. Cześć Waszej pamięci!". Pomnik został szybko zniszczony przez nieustalonych po dziś dzień sprawców.
Proces dewastacji był kontynuowany w okresie PRL-u. Z terenu cmentarza wybierano nawet żwir na odbudowę Warszawy. Do naszych czasów zachowały się fragmenty poprzewracanych i zniszczonych nagrobków. Dzięki staraniom Andrzeja Urbaniaka, ówczesnego dyrektora muzeum w Kutnie, oraz członków TPZK, zaczęto odzyskiwać i zabezpieczać żydowskie nagrobki. Nieliczne zachowane macewy znajdują się w magazynie Muzeum Regionalnego w Kutnie.
W obecnie na szczycie porośniętego trawą i poprzecinanego licznymi ścieżkami wzgórza cmentarnego znajduje się pomnik, odsłonięty w 1993 roku, w postaci podwójnej tablicy z inskrypcjami w języku polskim i jidisz.

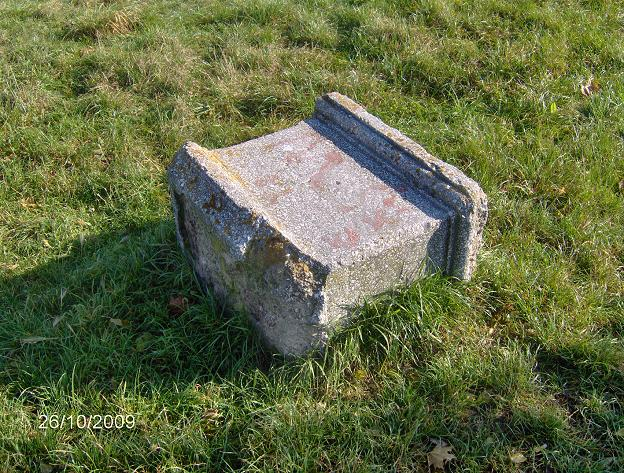
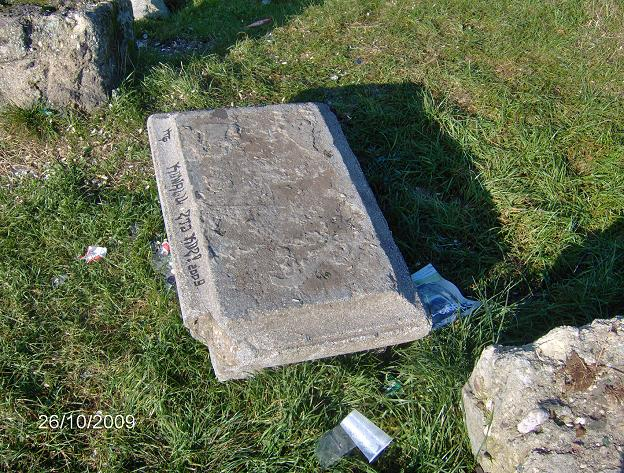
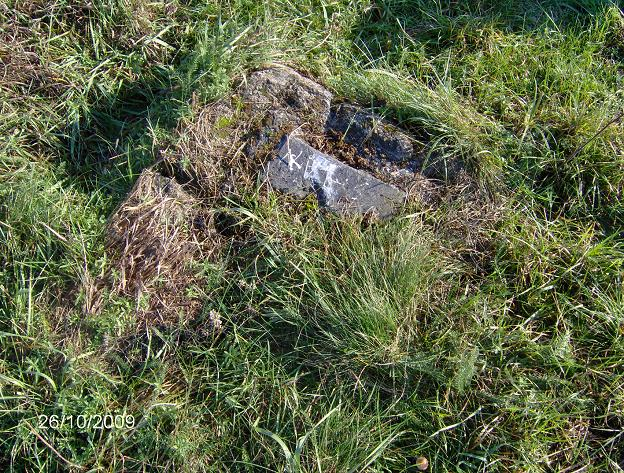
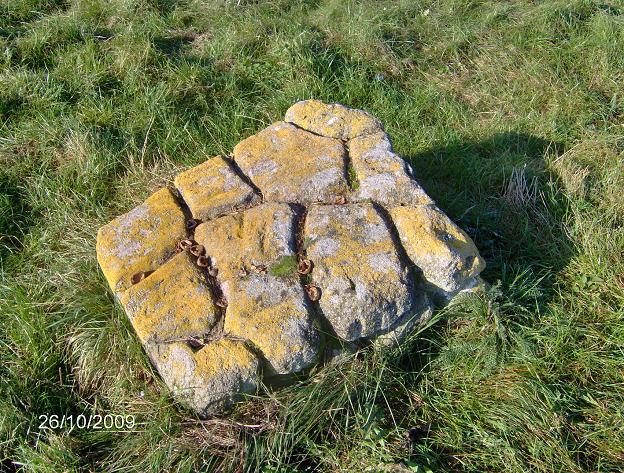
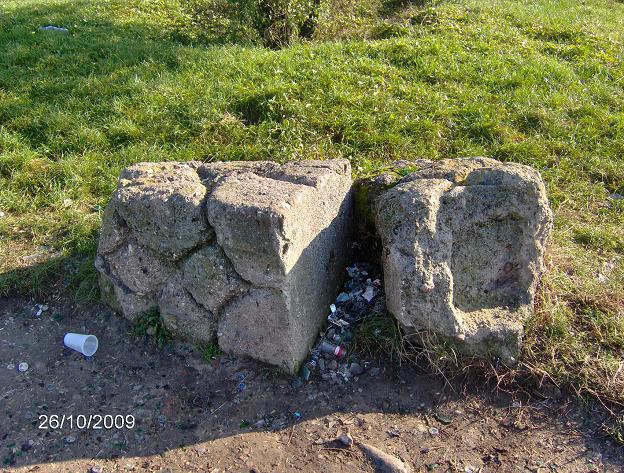
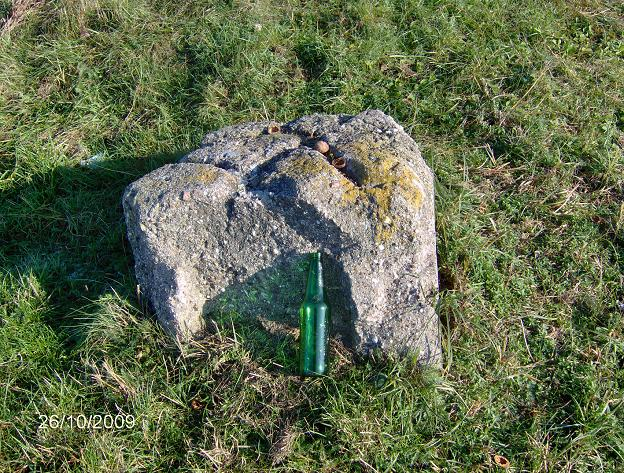
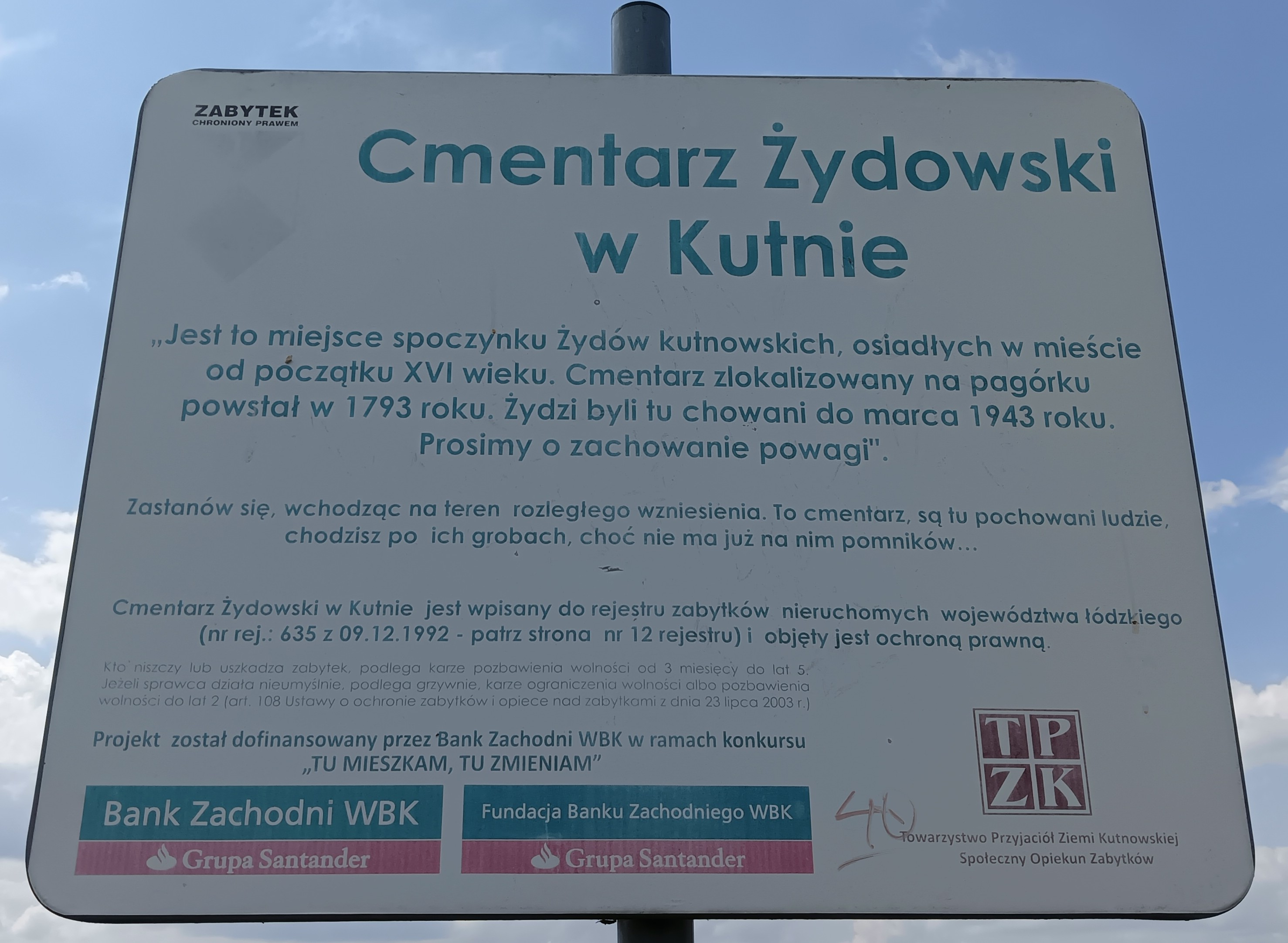
Tablica informacyjna
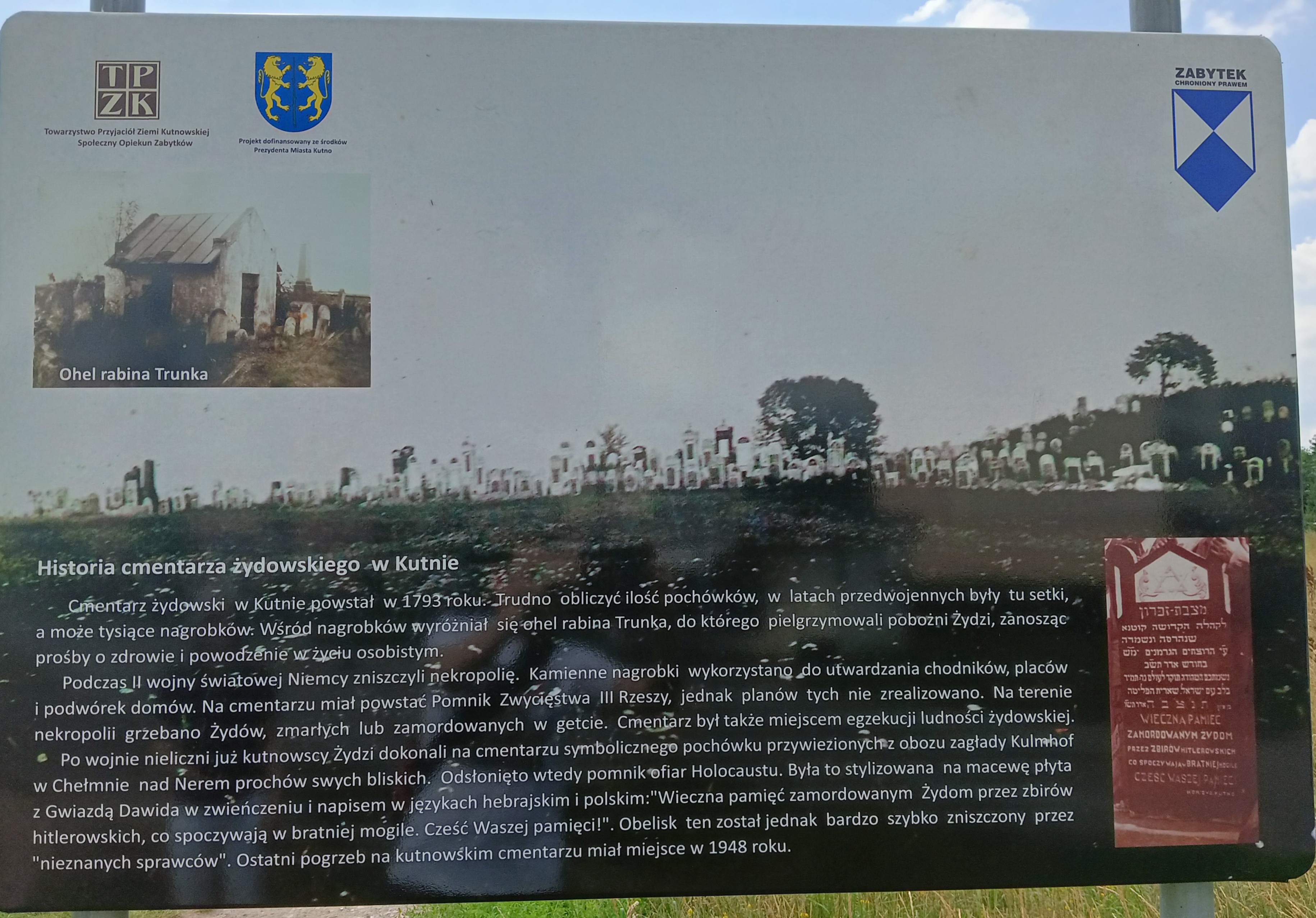
Tablica Towarzystwa Przyjaciół Ziemi Kutnowskiej